# Geometra
Geometra is een geslacht van vlinders uit de familie van de spanners (Geometridae).

## Soorten
- Geometra albovenaria Bremer, 1864
- Geometra cupressata (Geyer, 1831) - Cipresspanner
- Geometra dieckmanni Graeser, 1889
- Geometra emutaria (Hübner, 1809) - Witroze stipspanner
- Geometra euryagyia Prout, 1922
- Geometra flavifrontaria Guenée, 1858
- Geometra fragilis Oberthür, 1916
- Geometra furvata (Denis & Schiffermüller, 1775) - Grote bruine spanner
- Geometra glaucaria Ménétriés, 1859
- Geometra honoraria (Denis & Schiffermüller, 1775) - Eikentak
- Geometra linearia (Hübner, 1799) - Gele oogspanner
- Geometra lobulata (Borkhausen, 1794) - Vroege blokspanner
- Geometra multistrigaria (Haworth, 1809) - Vroege walstrospanner
- Geometra papilionaria Linnaeus, 1758 - Zomervlinder
- Geometra pratti Prout, 1912
- Geometra purissima Wiltshire, 1966
- Geometra rana Oberthür, 1916
- Geometra sigaria Oberthür, 1916
- Geometra sinoisaria Oberthür, 1916
- Geometra smaragdus Butler, 1880
- Geometra sponsaria Bremer, 1864
- Geometra symaria Oberthür, 1916
- Geometra ussuriensis Sauber, 1915
- Geometra valida Felder, 1875